# آنیزی
آنیزی (به فرانسوی: Anisy) یک کمون در فرانسه است که در canton of Creully واقع شده‌است.

## خصوصیات
آنیزی ۴٫۱۹ کیلومترمربع مساحت و ۶۶۶ نفر جمعیت دارد و ۵۰ متر بالاتر از سطح دریا واقع شده‌است.